# Kecskemét városrészei

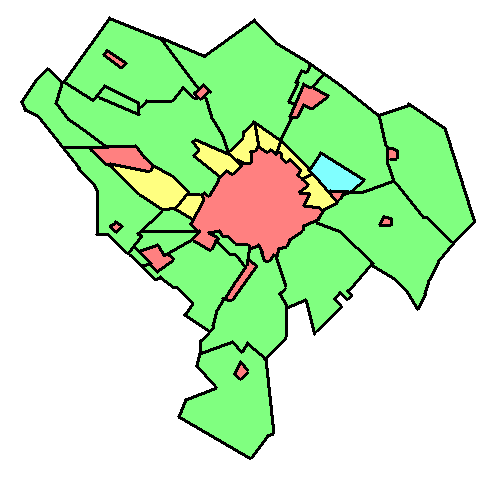
Kecskemét területének felosztása

Kecskemét városa sugaras-halmazos szerkezetű, így könnyű különálló városrészekre bontani. Az idők során a különböző szempontrendszerek miatt több, egymáshoz hasonló felosztás is kialakult.

## Felosztások

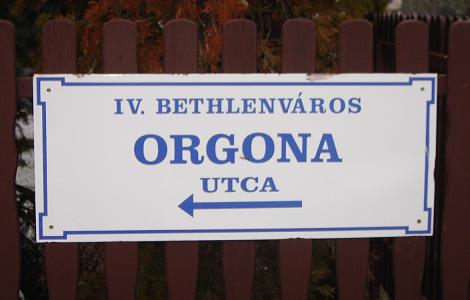
Kecskeméti utcanévtábla, a kerület jelzésével

### Kerületek
A már évszázadok óta létező számozott kerületek rendszere az idők során többször változott, de a mai napig érvényben van. A jelenlegi felosztás 21 kerületre és a Belvárosra tagolja Kecskemétet. Fontos megemlíteni, hogy ezek a kerületek önmagukban nem rendelkeztek helyi önkormányzati jogkörrel. Ez a beosztás utcanévtáblákon és térképeken gyakran ma is fel van tüntetve. Természetesen ezeket a kerületeket tovább lehet tagolni, például a IX. kerületet a Szent István-városra és a Műkertvárosra.

### Választókörzetek
A helyi választókörzetek kijelölésénél a kerületi felosztásból indultak ki, de tekintettel a lakosságszámra módosították a rendszert, a nagy népességű kerületeket felosztották, a kis népességűeket összevonták, így jött létre az önkormányzati választásokra előírt 15 (2010 előtt 19) egyéni választókörzet. (Például a legnépesebbnek számító III. kerületben négy választókörzet is található.)

### Részönkormányzatok
1998-ban Kecskeméten létrehoztak 11 részönkormányzatot, mely szintén egy új, habár nem teljes felosztást jelentett. Itt ismét a kerületi rendszerre támaszkodtak, de azt több helyen módosították. Például összevonták a VI. és a X. kerületet, de a IV. kerületnek az északi része alkot csak részönkormányzatot. Fontos kiemelni, hogy ezeknek az önkormányzatoknak kisebb az önállóságuk, mint a budapesti kerületeknek.

## Csoportosítás
Kecskemét városrészeit két fő csoportba sorolhatjuk: A tulajdonképpeni várost alkotják az összefüggő I-XII. kerületek és a Belváros. Az úgynevezett szatellit települések (pl. Hetényegyháza, Katonatelep) a klasszikus felosztás szerint a XIII-XXII. kerületek, a hozzájuk tartozó ma is jelentős tanyavilággal együtt alkotják a külső városrészeket. Utóbbiak körzetekre (pl. Úrrét, Törökfái) és kertségekre (pl. Máriahegy, Vacsihegy) vannak felosztva. Külön zónát alkot a Katonai Repülőtér és környéke.
A város lakosságának 80%-a él a központi belterületen, 7% a szatellit településeken, és 13% a kertségekben, illetve a tanyavilágban.

## A városrészek

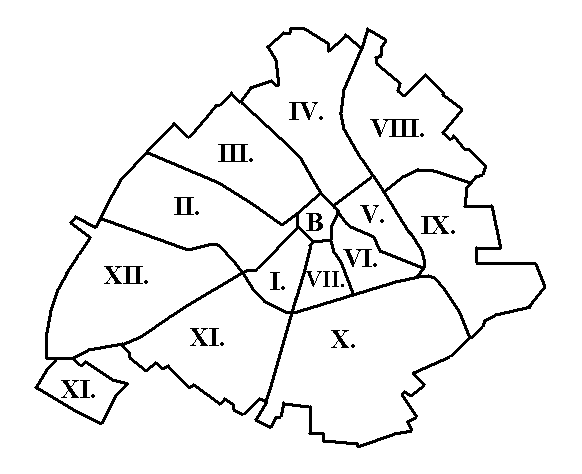
Kecskemét belső kerületei számozással (B a Belvárost jelöli)

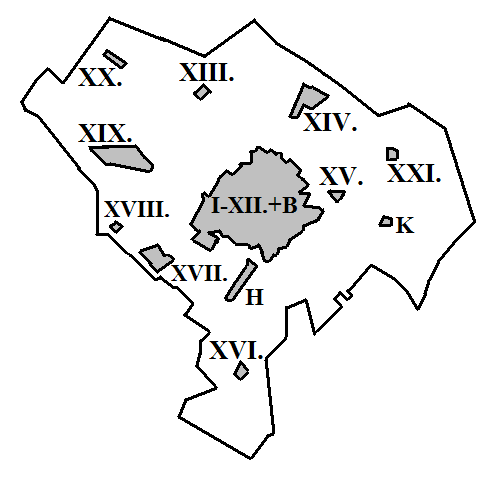
Kecskemét szatellit településeinek térképe. A hagyományos kerületbeosztás szerint XIII-XXI.-ig számozva, kiegészítve Kisfáival (K) és a Halasi úti kiskertekkel (H)

### Belterületek
Kecskemét főbb városrészeinek listája a hagyományos kerületi beosztás szerint (zárójelben a kerület megnevezésében nem feltüntetett városrészek):
- Belváros
- I. Árpádváros (Rávágy)
- II. Máriaváros
- III. Széchenyiváros (Panel lakótelep, Hollandfalu, Villanegyed)
- IV. Bethlenváros (Vacsiköz, Voelker-telep, Miklovicsfalu, Talfája köz)
- V. Rákócziváros
- VI. Erzsébetváros (Ürgés)
- VII. Kossuthváros
- VIII. Hunyadiváros (Csilléry-telep)
- IX. Szent István-város (Műkertváros, Szolnoki-hegy)
- X. Szent László-város (Rendőrfalu, Kósafalu, Muszáj)
- XI. Alsószéktó (Kiskecskemét, Szeleifalu, Homokbánya)
- XII. Felsőszéktó (Petőfiváros, Sutusfalu)
- XIII. Talfája
- XIV. Katonatelep
- XV. Repülőtér (Reptéri-lakótelep)
- XVI. Matkó
- XVII. Kadafalva
- XVIII. Szarkás
- XIX. Hetényegyháza
- XX. Méntelek
- XXI. Borbás

A kerületi beosztásba be nem sorolt városrészek:
- Kisfái
- Halasi úti kiskertek

### Külterületek
A város belterületein kívül eső körzetek jellemzően mezőgazdasági művelés alatt állnak, szórványos tanyasi népességgel. A kertségek külön alkategóriát képeznek, rendezetlen sűrűtanyás és hobbikertes beépítés jellemzi őket. Fontos megemlíteni, hogy több külterület is Kecskemét valamelyik belterületi városrészének, vagy egy környékbeli önálló községnek a nevét viseli. Az előbbire példa Felsőszéktó, az utóbbira Ballószög.
Kertségek:
- Szolnokihegy
- Kőrösihegy
- Budaihegy
- Vacsihegy
- Máriahegy
- Felsőszéktó
- Úrihegy (Miklóstelep)

Egyéb körzetek:
- Kisfái
- Borbás
- Úrrét
- Katonatelepi tanyák
- Talfája
- Méntelek
- Belsőnyír
- Külsőnyír
- Szarkás
- Felsőcsalános
- Alsócsalános
- Kadafalvi tanyák
- Ballószög
- Alsószéktó
- Törökfái
- Matkó
- Városföld

## Önkormányzati választókerületek
A helyi önkormányzat képviselő-testületének megválasztása céljából Kecskemét területe 1990 óta önkormányzati választókerületekre oszlik. A 2010. évi önkormányzati választásra 15 választókerület került kialakításra, területük az alábbi:
- 1. Petőfiváros, Felsőszéktó (6750 lakos)
- 2. Hetényegyháza (6371 lakos)
- 3. Belső Széchenyiváros, Máriaváros keleti része (7843 lakos)
- 4. Máriaváros nyugati része, Széchenyiváros déli része (7934 lakos)
- 5. Széchenyiváros nyugati része, Máriahegy déli része (7681 lakos)
- 6. Széchenyiváros keleti része,  Máriahegy északi része, Budaihegy (8112 lakos)
- 7. Külső Bethlenváros, Vacsihegy (6955 lakos)
- 8. Belső Bethlenváros, Belváros (6541 lakos)
- 9. Rákócziváros, Erzsébetváros, Kossuthváros északi része (8530 lakos)
- 10. Hunyadiváros, Szent István-város, Szolnokihegy, Kőrösihegy (8643 lakos)
- 11. Műkertváros, Szent László-város, Kossuthváros déli része (8220 lakos)
- 12. déli területek (Matkó, Homokbánya, Halasi úti kiskertek, Kisfái, Szeleifalu) (7683 lakos)
- 13. Alsószéktó, Árpádváros (6687 lakos)
- 14. Szarkás, Kadafalva, Felsőcsalános, Úrihegy (7058 lakos)
- 15. északi területek (Méntelek, Talfája, Katonatelep, Borbás) (6166 lakos)

## A közigazgatási terület változásai
| \| Szentkirály Hetényegy- háza Lakitelek Nyárlőrinc Ballószög Ágasegy- háza Városföld Helvécia Matkó Bugac- pusztaháza Bugac \|                                                              |
| Kecskemét külterületéből az 1950-es években kivált települések Kecskemét külterületéből az 1950-es években kivált, de később visszatért települések Mindvégig Kecskeméthez tartozó területek |
| Szentkirály Hetényegy- háza Lakitelek Nyárlőrinc Ballószög Ágasegy- háza Városföld Helvécia Matkó Bugac- pusztaháza Bugac                                                                    |

A város 1950 előtt a mainál jóval nagyobb, közel 950 km²-es közigazgatási területet mondhatott a magáénak. 1950-ben Kecskemétből kivált Bugac (melyből 1989-ben önálló községgé vált Bugacpusztaháza), Lakitelek és Nyárlőrinc, két évvel később Ágasegyháza, Helvécia, Lászlófalva (a mai Szentkirály), Városföld, valamint Hetényegyháza, mely községet 1981-ben ismét Kecskeméthez csatoltak. Ballószög 1954-ben vált ki a város határából, míg az 1952 óta Helvécia részét képező Matkót 1989-ben csatolták vissza Kecskeméthez, melynek közigazgatási területe így 321,26 km² lett.